# Seznam dílů seriálu Dva z Queensu
Toto je seznam dílů seriálu Dva z Queensu.

## Přehled řad
| Řada | Díly | Premiéra v USA   | Premiéra v USA  | Premiéra v ČR | Premiéra v ČR |
| Řada | Díly | První díl        | Poslední díl    | První díl     | Poslední díl  |
| ---- | ---- | ---------------- | --------------- | ------------- | ------------- |
| 1    | 25   | 21. září 1998    | 17. května 1999 | vysíláno      | vysíláno      |
| 2    | 25   | 20. září 1999    | 22. května 2000 | vysíláno      | vysíláno      |
| 3    | 25   | 2. října 2000    | 28. května 2001 | vysíláno      | vysíláno      |
| 4    | 25   | 24. září 2001    | 20. května 2002 | vysíláno      | vysíláno      |
| 5    | 25   | 23. září 2002    | 19. května 2003 | vysíláno      | vysíláno      |
| 6    | 24   | 1. října 2003    | 19. května 2004 | vysíláno      | vysíláno      |
| 7    | 22   | 27. října 2004   | 18. května 2005 | vysíláno      | vysíláno      |
| 8    | 23   | 19. září 2005    | 22. května 2006 | vysíláno      | vysíláno      |
| 9    | 13   | 6. prosince 2006 | 14. května 2007 | vysíláno      | vysíláno      |

## Seznam dílů

### První řada (1998–1999)
| Č. v seriálu | Č. v řadě | Původní název       | Český název | Režie            | Scénář                                                                                           | Premiéra v USA     | Premiéra v ČR |
| ------------ | --------- | ------------------- | ----------- | ---------------- | ------------------------------------------------------------------------------------------------ | ------------------ | ------------- |
| 1            | 1         | Pilot               |             | Pamela Fryman    | Michael J. Weithorn a David Litt                                                                 | 21. září 1998      | vysíláno      |
| 2            | 2         | Fat City            |             | Robert Berlinger | Cathy Yuspa a Josh Goldsmith                                                                     | 28. září 1998      | vysíláno      |
| 3            | 3         | Cello, Goodbye      |             | Gail Mancuso     | Michael J. Weithorn a David Litt                                                                 | 5. října 1998      | vysíláno      |
| 4            | 4         | Richie's Song       |             | Robert Berlinger | Tony Sheehan                                                                                     | 12. října 1998     | vysíláno      |
| 5            | 5         | Paternal Affairs    |             | Brian K. Roberts | David Bickel                                                                                     | 19. října 1998     | vysíláno      |
| 6            | 6         | Head First          |             | Pamela Fryman    | Michael J. Weithorn a David Litt                                                                 | 26. října 1998     | vysíláno      |
| 7            | 7         | The Rock            |             | Pamela Fryman    | Stacie Lipp                                                                                      | 2. listopadu 1998  | vysíláno      |
| 8            | 8         | Educating Doug      |             | Rob Schiller     | Cathy Yuspa a Josh Goldsmith                                                                     | 9. listopadu 1998  | vysíláno      |
| 9            | 9         | Road Rayge          |             | Rob Schiller     | Tony Sheehan a David Litt                                                                        | 16. listopadu 1998 | vysíláno      |
| 10           | 10        | Supermarket Story   |             | Rob Schiller     | Cathy Yuspa a Josh Goldsmith                                                                     | 23. listopadu 1998 | vysíláno      |
| 11           | 11        | Noel Cowards        |             | Rob Schiller     | David Bickel a Michael J. Weithorn                                                               | 14. prosince 1998  | vysíláno      |
| 12           | 12        | Fixer Upper         |             | Rob Schiller     | Tony Sheehan a David Litt                                                                        | 21. prosince 1998  | vysíláno      |
| 13           | 13        | Best Man            |             | Rob Schiller     | Cathy Yuspa a Josh Goldsmith                                                                     | 11. ledna 1999     | vysíláno      |
| 14           | 14        | Dog Days            |             | Rob Schiller     | David Litt                                                                                       | 18. ledna 1999     | vysíláno      |
| 15           | 15        | Crappy Birthday     |             | Mark Cendrowski  | námět: Kevin James, Gary Valentine a Rock Reuben scénář: David Bickel                            | 1. února 1999      | vysíláno      |
| 16           | 16        | S'Ain't Valentine's |             | Rob Schiller     | námět: David Bickel scénář: Nancy Cohen a Michael J. Weithorn                                    | 8. února 1999      | vysíláno      |
| 17           | 17        | Court Date          |             | Rob Schiller     | Cathy Yuspa a Josh Goldsmith                                                                     | 15. února 1999     | vysíláno      |
| 18           | 18        | White Collar        |             | Rob Schiller     | námět: Dan E. Fesman a Harry Victor scénář: Tony Sheehan                                         | 22. února 1999     | vysíláno      |
| 19           | 19        | Rayny Day           |             | Rob Schiller     | David Bickel                                                                                     | 1. března 1999     | vysíláno      |
| 20           | 20        | Train Wreck         |             | Rob Schiller     | námět: Ira Fritz, Neal Howard, Cathy Yuspa a Josh Goldsmith scénář: Cathy Yuspa a Josh Goldsmith | 15. března 1999    | vysíláno      |
| 21           | 21        | Hungry Man          |             | Rob Schiller     | Tony Sheehan                                                                                     | 5. dubna 1999      | vysíláno      |
| 22           | 22        | Time Share          |             | Rob Schiller     | námět: Nancy Cohen scénář: Cathy Yuspa, Josh Goldsmith a David Bickel                            | 26. dubna 1999     | vysíláno      |
| 23           | 23        | Where's Poppa       |             | Rob Schiller     | Kevin James, Rock Reuben a Gary Valentine                                                        | 3. května 1999     | vysíláno      |
| 24           | 24        | Art House           |             | Rob Schiller     | David Litt                                                                                       | 10. května 1999    | vysíláno      |
| 25           | 25        | Maybe Baby          |             | Rob Schiller     | Michael J. Weithorn                                                                              | 17. května 1999    | vysíláno      |

### Druhá řada (1999–2000)
| Č. v seriálu | Č. v řadě | Původní název   | Český název | Režie        | Scénář                                                   | Premiéra v USA     | Premiéra v ČR |
| ------------ | --------- | --------------- | ----------- | ------------ | -------------------------------------------------------- | ------------------ | ------------- |
| 26           | 1         | Queasy Rider    |             | Rob Schiller | David Litt                                               | 20. září 1999      | vysíláno      |
| 27           | 2         | Female Problems |             | Rob Schiller | Cathy Yuspa a Josh Goldsmith                             | 27. září 1999      | vysíláno      |
| 28           | 3         | Assaulted Nuts  |             | Rob Schiller | David Bickel                                             | 4. října 1999      | vysíláno      |
| 29           | 4         | Parent Trapped  |             | Rob Schiller | David Bickel                                             | 11. října 1999     | vysíláno      |
| 30           | 5         | Tube Stakes     |             | Rob Schiller | Ilana Wernick                                            | 18. října 1999     | vysíláno      |
| 31           | 6         | Doug Out        |             | Rob Schiller | Cathy Yuspa a Josh Goldsmith                             | 25. října 1999     | vysíláno      |
| 32           | 7         | Get Away        |             | Rob Schiller | Tony Sheehan                                             | 1. listopadu 1999  | vysíláno      |
| 33           | 8         | Dire Strayts    |             | Rob Schiller | námět: Kevin James scénář: Rock Reuben a Gary Valentine  | 8. listopadu 1999  | vysíláno      |
| 34           | 9         | I, Candy        |             | Rob Schiller | Cathy Yuspa a Josh Goldsmith                             | 15. listopadu 1999 | vysíláno      |
| 35           | 10        | Roamin' Holiday |             | Rob Schiller | David Bickel a Ben Wexler                                | 22. listopadu 1999 | vysíláno      |
| 36           | 11        | Sparing Carrie  |             | Rob Schiller | námět: Cathy Yuspa a Josh Goldsmith scénář: David Bickel | 29. listopadu 1999 | vysíláno      |
| 37           | 12        | Net Prophets    |             | Rob Schiller | David Litt                                               | 13. prosince 1999  | vysíláno      |
| 38           | 13        | Party Favor     |             | Rob Schiller | námět: Rock Reuben scénář: Kevin James a Gary Valentine  | 10. ledna 2000     | vysíláno      |
| 39           | 14        | Block Buster    |             | Rob Schiller | Tony Sheehan                                             | 17. ledna 2000     | vysíláno      |
| 40           | 15        | Frozen Pop      |             | Rob Schiller | Ben Wexler                                               | 24. ledna 2000     | vysíláno      |
| 41           | 16        | Fair Game       |             | Rob Schiller | Mark Sedaka                                              | 7. února 2000      | vysíláno      |
| 42           | 17        | Meet By-Product |             | Rob Schiller | David Litt                                               | 14. února 2000     | vysíláno      |
| 43           | 18        | The Shmenkmans  |             | Rob Schiller | Cathy Yuspa a Josh Goldsmith                             | 21. února 2000     | vysíláno      |
| 44           | 19        | Surprise Artie  |             | Rob Schiller | David Bickel                                             | 28. února 2000     | vysíláno      |
| 45           | 20        | Wild Cards      |             | Rob Schiller | Tony Sheehan                                             | 6. března 2000     | vysíláno      |
| 46           | 21        | Big Dougie      |             | Rob Schiller | námět: Ben Wexler scénář: Cathy Yuspa a Josh Goldsmith   | 17. dubna 2000     | vysíláno      |
| 47           | 22        | Soft Touch      |             | Rob Schiller | David Litt a Tony Sheehan                                | 1. května 2000     | vysíláno      |
| 48           | 23        | Restaurant Row  |             | Rob Schiller | Ilana Wernick                                            | 8. května 2000     | vysíláno      |
| 49           | 24        | Flower Power    |             | Rob Schiller | Rock Reuben                                              | 15. května 2000    | vysíláno      |
| 50           | 25        | Whine Country   |             | Rob Schiller | Cathy Yuspa a Josh Goldsmith                             | 22. května 2000    | vysíláno      |

### Třetí řada (2000–2001)
| Č. v seriálu | Č. v řadě | Původní název           | Český název | Režie                 | Scénář                           | Premiéra v USA     | Premiéra v ČR |
| ------------ | --------- | ----------------------- | ----------- | --------------------- | -------------------------------- | ------------------ | ------------- |
| 51           | 1         | Do Rico                 |             | Rob Schiller          | Cathy Yuspa a Josh Goldsmith     | 2. října 2000      | vysíláno      |
| 52           | 2         | Roast Chicken           |             | Rob Schiller          | Tony Sheehan                     | 9. října 2000      | vysíláno      |
| 53           | 3         | Fatty McButterpants     |             | Rob Schiller          | Cathy Yuspa a Josh Goldsmith     | 16. října 2000     | vysíláno      |
| 54           | 4         | Class Struggle          |             | Jeff Melman           | David Litt a Ilana Wernick       | 23. října 2000     | vysíláno      |
| 55           | 5         | Strike One              |             | Rob Schiller          | David Litt                       | 30. října 2000     | vysíláno      |
| 56           | 6         | Strike Too              |             | Leonard R. Garner Jr. | David Bickel                     | 6. listopadu 2000  | vysíláno      |
| 57           | 7         | Strike Out              |             | Leonard R. Garner Jr. | Nick Bakay                       | 13. listopadu 2000 | vysíláno      |
| 58           | 8         | Dark Meet               |             | Rob Schiller          | Rock Reuben                      | 20. listopadu 2000 | vysíláno      |
| 59           | 9         | Twisted Sitters         |             | Rob Schiller          | Ilana Wernick                    | 27. listopadu 2000 | vysíláno      |
| 60           | 10        | Work Related            |             | Rob Schiller          | David Bickel                     | 4. prosince 2000   | vysíláno      |
| 61           | 11        | Better Camera           |             | Rob Schiller          | Cathy Yuspa a Josh Goldsmith     | 11. prosince 2000  | vysíláno      |
| 62           | 12        | Wedding Presence        |             | Rob Schiller          | Cathy Yuspa a Josh Goldsmith     | 8. ledna 2001      | vysíláno      |
| 63           | 13        | Hi-Def Jam              |             | Rob Schiller          | David Bickel a Ilana Werni       | 29. ledna 2001     | vysíláno      |
| 64           | 14        | Paint Misbehavin'       |             | Rob Schiller          | Tony Sheehan                     | 5. února 2001      | vysíláno      |
| 65           | 15        | Deacon Blues            |             | Rob Schiller          | David Litt a Tony Sheehan        | 12. února 2001     | vysíláno      |
| 66           | 16        | Horizontal Hold         |             | James Widdoes         | David Bickel a Ilana Wernick     | 19. února 2001     | vysíláno      |
| 67           | 17        | Inner Tube              |             | Rob Schiller          | Kevin James a Rock Reuben        | 26. února 2001     | vysíláno      |
| 68           | 18        | Papa Pill               |             | Rob Schiller          | Nick Bakay                       | 19. března 2001    | vysíláno      |
| 69           | 19        | Package Deal            |             | Rob Schiller          | Mark Sedaka                      | 9. dubna 2001      | vysíláno      |
| 70           | 20        | Separation Anxiety      |             | Andrew Susskind       | Cathy Yuspa a Josh Goldsmith     | 16. dubna 2001     | vysíláno      |
| 71           | 21        | Departure Time          |             | Rob Schiller          | Nick Bakay                       | 30. dubna 2001     | vysíláno      |
| 72           | 22        | Swim Neighbors          |             | Henry Chan            | David Bickel a Ilana Wernick     | 7. května 2001     | vysíláno      |
| 73           | 23        | S'no Job                |             | Rob Schiller          | Rock Reuben a Tony Sheehan       | 14. května 2001    | vysíláno      |
| 74           | 24        | Pregnant Pause (Part 1) |             | Rob Schiller          | Michael J. Weithorn a David Litt | 21. května 2001    | vysíláno      |
| 75           | 25        | Pregnant Pause (Part 2) |             | Rob Schiller          | Michael J. Weithorn a David Litt | 28. května 2001    | vysíláno      |

### Čtvrtá řada (2001–2002)
| Č. v seriálu | Č. v řadě | Původní název   | Český název | Režie         | Scénář                                               | Premiéra v USA     | Premiéra v ČR |
| ------------ | --------- | --------------- | ----------- | ------------- | ---------------------------------------------------- | ------------------ | ------------- |
| 76           | 1         | Walk, Man       |             | Rob Schiller  | Michael J. Weithorn                                  | 24. září 2001      | vysíláno      |
| 77           | 2         | Sight Gag       |             | Rob Schiller  | Cathy Yuspa a Josh Goldsmith                         | 1. října 2001      | vysíláno      |
| 78           | 3         | Mean Streak     |             | James Widdoes | Michael J. Weithorn                                  | 8. října 2001      | vysíláno      |
| 79           | 4         | Friender Bender |             | Rob Schiller  | David Bickel                                         | 15. října 2001     | vysíláno      |
| 80           | 5         | No Retreat      |             | Rob Schiller  | Kevin James a Rock Reuben                            | 22. října 2001     | vysíláno      |
| 81           | 6         | Ticker Treat    |             | James Widdoes | David Bickel                                         | 29. října 2001     | vysíláno      |
| 82           | 7         | Lyin' Hearted   |             | Rob Schiller  | Ilana Wernick                                        | 5. listopadu 2001  | vysíláno      |
| 83           | 8         | Life Sentence   |             | Rob Schiller  | Chris Parrish                                        | 12. listopadu 2001 | vysíláno      |
| 84           | 9         | Veiled Threat   |             | Rob Schiller  | Ilana Wernick                                        | 19. listopadu 2001 | vysíláno      |
| 85           | 10        | Oxy Moron       |             | Rob Schiller  | Tony Sheehan                                         | 26. listopadu 2001 | vysíláno      |
| 86           | 11        | Depo Man        |             | Rob Schiller  | Chris Downey a Ilana Wernick                         | 10. prosince 2001  | vysíláno      |
| 87           | 12        | Ovary Action    |             | Rob Schiller  | Richard J. Feinstein                                 | 17. prosince 2001  | vysíláno      |
| 88           | 13        | Food Fight      |             | Rob Schiller  | Chris Downey                                         | 7. ledna 2002      | vysíláno      |
| 89           | 14        | Double Downer   |             | Rob Schiller  | Jeff Stein                                           | 14. ledna 2002     | vysíláno      |
| 90           | 15        | Dougie Nights   |             | Rob Schiller  | Cathy Yuspa a Josh Goldsmith                         | 4. února 2002      | vysíláno      |
| 91           | 16        | No Orleans      |             | Rob Schiller  | Ilana Wernick                                        | 25. února 2002     | vysíláno      |
| 92           | 17        | Missing Links   |             | Rob Schiller  | Michael J. Weithorn                                  | 4. března 2002     | vysíláno      |
| 93           | 18        | Hero Worship    |             | James Widdoes | David Bickel a Chris Downey                          | 18. března 2002    | vysíláno      |
| 94           | 19        | Screwed Driver  |             | James Widdoes | Rock Reuben                                          | 25. března 2002    | vysíláno      |
| 95           | 20        | Lush Life       |             | James Widdoes | Tony Sheehan                                         | 8. dubna 2002      | vysíláno      |
| 96           | 21        | Bun Dummy       |             | Rob Schiller  | Chris Downey a Tony Sheehan                          | 29. dubna 2002     | vysíláno      |
| 97           | 22        | Patrons Ain't   |             | James Widdoes | Ilana Wernick                                        | 6. května 2002     | vysíláno      |
| 98           | 23        | Eddie Money     |             | Rob Schiller  | námět: Kevin James scénář: Rock Reuben a Mike Soccio | 13. května 2002    | vysíláno      |
| 99           | 24        | Two Thirty      |             | Rob Schiller  | David Bickel                                         | 20. května 2002    | vysíláno      |
| 100          | 25        | Shrink Wrap     |             | Rob Schiller  | Michael J. Weithorn                                  | 20. května 2002    | vysíláno      |

### Pátá řada (2002–2003)
| Č. v seriálu | Č. v řadě | Původní název     | Český název            | Režie            | Scénář                                       | Premiéra v USA     | Premiéra v ČR |
| ------------ | --------- | ----------------- | ---------------------- | ---------------- | -------------------------------------------- | ------------------ | ------------- |
| 101          | 1         | Arthur, Spooner   | Arthur, spolunocležník | Rob Schiller     | Tony Sheehan                                 | 23. září 2002      | vysíláno      |
| 102          | 2         | Window Pain       | Otevřené okno          | Rob Schiller     | Ilana Wernick                                | 30. září 2002      | vysíláno      |
| 103          | 3         | Holy Mackerel     | Když nás Bůh vyslyší   | Rob Schiller     | Ilana Wernick                                | 7. října 2002      | vysíláno      |
| 104          | 4         | Kirbed Enthusiasm | Nadšení pro fotbal     | Rob Schiller     | Kevin James a Rock Reuben                    | 14. října 2002     | vysíláno      |
| 105          | 5         | Mammary Lane      | Sexuální harašení      | Rob Schiller     | David Bickel a Michael J. Weithorn           | 21. října 2002     | vysíláno      |
| 106          | 6         | Business Affairs  | Pracovní záležitosti   | Rob Schiller     | Cathy Yuspa a Josh Goldsmith                 | 28. října 2002     | vysíláno      |
| 107          | 7         | Flame Resistant   | Ohnivzdorný            | Rob Schiller     | Rock Reuben                                  | 4. listopadu 2002  | vysíláno      |
| 108          | 8         | Flash Photography | Nemravná fotografie    | Henry Chan       | David Bickel                                 | 11. listopadu 2002 | vysíláno      |
| 109          | 9         | Connect Four      | Čtyři vyhrávají        | Rob Schiller     | Ilana Wernick                                | 18. listopadu 2002 | vysíláno      |
| 110          | 10        | Loaner Car        | Výpujčka               | Rob Schiller     | Cathy Yuspa a Josh Goldsmith                 | 25. listopadu 2002 | vysíláno      |
| 111          | 11        | Mentalo Case      | Případ Mentalo         | John Fortenberry | David Bickel                                 | 16. prosince 2002  | vysíláno      |
| 112          | 12        | Jung Frankenstein | Jung Frankenstein      | Rob Schiller     | Michael J. Weithorn                          | 6. ledna 2003      | vysíláno      |
| 113          | 13        | Attention Deficit | Nedostatek pozornosti  | Rob Schiller     | Chris Downey                                 | 20. ledna 2003     | vysíláno      |
| 114          | 14        | Prints Charming   | Kouzelné snímky        | Rob Schiller     | Cathy Yuspa a Josh Goldsmith                 | 3. února 2003      | vysíláno      |
| 115          | 15        | Animal Attraction | Zvířecí přitažlivost   | Rob Schiller     | Rock Reuben                                  | 10. února 2003     | vysíláno      |
| 116          | 16        | Golden Moldy      | Plíseň                 | James Widdoes    | Tony Sheehan                                 | 17. února 2003     | vysíláno      |
| 117          | 17        | S'Poor House      | Na mizině              | James Widdoes    | Michael J. Weithorn                          | 24. února 2003     | vysíláno      |
| 118          | 18        | Steve Moscow      | Steve Moskva           | Rob Schiller     | Chris Downey                                 | 10. března 2003    | vysíláno      |
| 119          | 19        | Cowardly Lyin'    | Zbabělé lhaní          | Rob Schiller     | Ilana Wernick                                | 31. března 2003    | vysíláno      |
| 120          | 20        | Driving Reign     | Lepší řidič            | James Widdoes    | Rock Reuben a Mike Soccio                    | 14. dubna 2003     | vysíláno      |
| 121          | 21        | Clothes Encounter | Zkušební nákupy        | James Widdoes    | Chris Downey                                 | 21. dubna 2003     | vysíláno      |
| 122          | 22        | Queens'bro Bridge | Most Queens´boro       | James Widdoes    | David Bickel                                 | 28. dubna 2003     | vysíláno      |
| 123          | 23        | Dog Shelter       | Skleníková květinka    | Rob Schiller     | David Bickel a Ilana Wernick                 | 5. května 2003     | vysíláno      |
| 124          | 24        | Taste Buds        | Stejné chutě           | Rob Schiller     | námět: Trevor Dellecave scénář: Tony Sheehan | 12. května 2003    | vysíláno      |
| 125          | 25        | Bed Spread        | Od lože i od stolu     | Rob Schiller     | Owen Ellickson                               | 19. května 2003    | vysíláno      |

### Šestá řada (2003–2004)
| Č. v seriálu | Č. v řadě | Původní název        | Český název                | Režie           | Scénář                       | Premiéra v USA     | Premiéra v ČR |
| ------------ | --------- | -------------------- | -------------------------- | --------------- | ---------------------------- | ------------------ | ------------- |
| 126–127      | 12        | Doug Less            | Hubeňour Doug              | Rob Schiller    | Ilana Wernick                | 1. října 2003      | vysíláno      |
| 128          | 3         | King Pong            | Pingpongový král           | Rob Schiller    | Tony Sheehan                 | 8. října 2003      | vysíláno      |
| 129          | 4         | Dreading Vows        | Slib nahánějící hrůzu      | Rob Schiller    | David Bickel                 | 15. října 2003     | vysíláno      |
| 130          | 5         | Nocturnal Omission   | Noční opomenutí            | Rob Schiller    | Michael J. Weithorn          | 22. října 2003     | vysíláno      |
| 131          | 6         | Affidavit Justice    | Doug, právník ze Stanfordu | Rob Schiller    | Kevin James a Rock Reuben    | 29. října 2003     | vysíláno      |
| 132          | 7         | Secret Garden        | Zahradní plevel            | Ken Whittingham | Chris Downey                 | 12. listopadu 2003 | vysíláno      |
| 133          | 8         | Eggsit Strategy      | Padák na spadnutí          | Rob Schiller    | Cathy Yuspa a Josh Goldsmith | 19. listopadu 2003 | vysíláno      |
| 134          | 9         | Thanks, Man          | Host do domu               | Rob Schiller    | Michael J. Weithorn          | 26. listopadu 2003 | vysíláno      |
| 135          | 10        | American Idle        | Americký sen               | Rob Schiller    | Cathy Yuspa a Josh Goldsmith | 3. prosince 2003   | vysíláno      |
| 136          | 11        | Santa Claustrophobia | Veselé Vánoce              | Rob Schiller    | Owen Ellickson               | 17. prosince 2003  | vysíláno      |
| 137          | 12        | Dougie Houser        | Nový dům                   | Rob Schiller    | David Bickel                 | 7. ledna 2004      | vysíláno      |
| 138          | 13        | Frigid Heirs         | Bingo                      | Rob Schiller    | Jenna Bruce                  | 14. ledna 2004     | vysíláno      |
| 139          | 14        | Switch Sitters       | Střídání stráží            | Rob Schiller    | Tony Sheehan                 | 11. února 2004     | vysíláno      |
| 140          | 15        | Cheap Saks           | Rodinná krize              | Rob Schiller    | Cathy Yuspa a Josh Goldsmith | 11. února 2004     | vysíláno      |
| 141          | 16        | Damned Yanky         | Zatracenej chlap           | Rob Schiller    | Chris Downey                 | 18. února 2004     | vysíláno      |
| 142          | 17        | Multiple Plots       | Muž s ručníkem             | Rob Schiller    | Rock Reuben                  | 25. února 2004     | vysíláno      |
| 143          | 18        | Trash Talker         | Popelnice                  | Rob Schiller    | David Bickel                 | 3. března 2004     | vysíláno      |
| 144          | 19        | Precedent Nixin'     | Precedens v háji           | Rob Schiller    | Ilana Wernick                | 17. března 2004    | vysíláno      |
| 145          | 20        | Foe: Pa              | Nepřítel tatínek           | Rob Schiller    | Michael J. Weithorn          | 24. března 2004    | vysíláno      |
| 146          | 21        | Tank Heaven          | Hledají se přátelé         | Rob Schiller    | Rock Reuben                  | 7. dubna 2004      | vysíláno      |
| 147          | 22        | Alter Ego            | Svatba                     | Rob Schiller    | Tony Sheehan                 | 5. května 2004     | vysíláno      |
| 148          | 23        | Icky Shuffle         | Není důležité vyhrát       | Rob Schiller    | Chris Downey                 | 12. května 2004    | vysíláno      |
| 149          | 24        | Awful Bigamy         | Bigamie není jednoduchá    | Rob Schiller    | Ilana Wernick                | 19. května 2004    | vysíláno      |

### Sedmá řada (2004–2005)
| Č. v seriálu | Č. v řadě | Původní název         | Český název          | Režie            | Scénář                                                           | Premiéra v USA     | Premiéra v ČR |
| ------------ | --------- | --------------------- | -------------------- | ---------------- | ---------------------------------------------------------------- | ------------------ | ------------- |
| 150          | 1         | Lost Vegas            | Očko                 | Rob Schiller     | Tom Hertz                                                        | 27. října 2004     | vysíláno      |
| 151          | 2         | Dugan Groupie         | Dugan Groupie        | Rob Schiller     | Tony Sheehan                                                     | 3. listopadu 2004  | vysíláno      |
| 152          | 3         | Furious Gorge         | Za všechno můžeš ty! | Rob Schiller     | Ilana Wernick                                                    | 10. listopadu 2004 | vysíláno      |
| 153          | 4         | Entertainment Weakly  | Veselá historka      | Rob Schiller     | Mike Soccio                                                      | 24. listopadu 2004 | vysíláno      |
| 154          | 5         | Name Dropper          | Paměť                | Rob Schiller     | Rock Reuben                                                      | 1. prosince 2004   | vysíláno      |
| 155          | 6         | Offtrack… Bedding     | Návštěva             | Rob Schiller     | Nick Bakay                                                       | 8. prosince 2004   | vysíláno      |
| 156          | 7         | Silent Mite           | Veselé Vánoce        | Andy Cadiff      | Ilana Wernick                                                    | 15. prosince 2004  | vysíláno      |
| 157          | 8         | Awed Couple           | Nikdo nás nechce     | Rob Schiller     | David Bickel                                                     | 5. ledna 2005      | vysíláno      |
| 158          | 9         | Cologne Ranger        | Půlnoční ocel        | Andrew D. Weyman | Rock Reuben                                                      | 12. ledna 2005     | vysíláno      |
| 159          | 10        | Domestic Disturbance  | Služebná             | Ken Whittingham  | Tony Sheehan                                                     | 19. ledna 2005     | vysíláno      |
| 160          | 11        | Pour Judgment         | Špatný odhad         | Rob Schiller     | Owen Ellickson                                                   | 26. ledna 2005     | vysíláno      |
| 161          | 12        | Gym Neighbors         | Soused trenér        | Rob Schiller     | David Bickel                                                     | 9. února 2005      | vysíláno      |
| 162          | 13        | Gorilla Warfare       | Valentýn             | Rob Schiller     | Mike Soccio a Owen Ellickson                                     | 16. února 2005     | vysíláno      |
| 163          | 14        | Hi, School            | Zpátky ve škole      | Rob Schiller     | Ilana Wernick                                                    | 23. února 2005     | vysíláno      |
| 164          | 15        | Deconstructing Carrie | Zničená Carrie       | Rob Schiller     | Michelle Nader                                                   | 2. března 2005     | vysíláno      |
| 165          | 16        | Black List            | Noční můra           | Rob Schiller     | Liz Astrof Aronauer                                              | 16. března 2005    | vysíláno      |
| 166          | 17        | Wish Boned            | Splněné přání        | Rob Schiller     | David Bickel a Michael J. Weithorn                               | 30. března 2005    | vysíláno      |
| 167          | 18        | Van, Go               | Hop nebo trop        | Mark Cendrowski  | Tom Hertz                                                        | 6. dubna 2005      | vysíláno      |
| 168          | 19        | Ice Cubed             | Sněhová bouře        | Rob Schiller     | námět: Cathy Ladman scénář: Michelle Nader a Liz Astrof Aronauer | 13. dubna 2005     | vysíláno      |
| 169          | 20        | Catching Hell         | Kdo je kdo           | Rob Schiller     | Chris Downey                                                     | 20. dubna 2005     | vysíláno      |
| 170          | 21        | Slippery Slope        | Strmý pád            | Rob Schiller     | Chris Downey a Rock Reuben                                       | 9. května 2005     | vysíláno      |
| 171          | 22        | Buy Curious           | Podivný obchod       | Rob Schiller     | Ilana Wernick                                                    | 18. května 2005    | vysíláno      |

### Osmá řada (2005–2006)
| Č. v seriálu | Č. v řadě | Původní název           | Český název             | Režie               | Scénář                                                          | Premiéra v USA     | Premiéra v ČR |
| ------------ | --------- | ----------------------- | ----------------------- | ------------------- | --------------------------------------------------------------- | ------------------ | ------------- |
| 172          | 1         | Pole Lox                | Barová tanečnice        | Rob Schiller        | Michael J. Weithorn                                             | 19. září 2005      | vysíláno      |
| 173          | 2         | Vocal Discord           | Výměna názorů           | Rob Schiller        | Chris Downey                                                    | 26. září 2005      | vysíláno      |
| 174          | 3         | Consummate Professional | Každý začátek je těžký  | Rob Schiller        | Ilana Wernick                                                   | 3. října 2005      | vysíláno      |
| 175          | 4         | Like Hell               | Mají mě rádi?           | Mark Cendrowski     | Owen Ellickson a Mike Soccio                                    | 10. října 2005     | vysíláno      |
| 176          | 5         | Sandwiched Out          | Slavný sendvič          | Rob Schiller        | Nick Bakay a David Bickel                                       | 17. října 2005     | vysíláno      |
| 177          | 6         | Shear Torture           | Sexy kadeřnice          | Rob Schiller        | Liz Astrof Aronauer                                             | 24. října 2005     | vysíláno      |
| 178          | 7         | Inn Escapable           | Jak z toho ven          | Rob Schiller        | Michelle Nader                                                  | 7. listopadu 2005  | vysíláno      |
| 179          | 8         | Move Doubt              | Pochyby o stěhování     | Rob Schiller        | Liz Astrof Aronauer a Owen Ellickson                            | 14. listopadu 2005 | vysíláno      |
| 180          | 9         | G'Night Stalker         | Dobrou, slídiči         | Rob Schiller        | Chris Downey                                                    | 21. listopadu 2005 | vysíláno      |
| 181          | 10        | Raygin' Bulls           | Sám doma                | Howard Murray       | Michelle Nader a Rock Reuben                                    | 28. listopadu 2005 | vysíláno      |
| 182          | 11        | Baker's Doesn't         | Carrie peče dort        | Michael J. Weithorn | Liz Astrof Aronauer a Ilana Wernick                             | 19. prosince 2005  | vysíláno      |
| 183          | 12        | Fresh Brood             | Děti jsou požehnání     | Rob Schiller        | Michelle Nader a Rock Reuben                                    | 6. ledna 2006      | vysíláno      |
| 184          | 13        | Gambling N'Diction      | Hazard a dikce          | Rob Schiller        | Ilana Wernick                                                   | 23. ledna 2006     | vysíláno      |
| 185          | 14        | Apartment Complex       | Bytový komplex          | Michael J. Weithorn | David Bickel                                                    | 6. února 2006      | vysíláno      |
| 186          | 15        | Buggie Nights           | Kde budeme spát?        | Rob Schiller        | David Bickel a Chris Downey                                     | 27. února 2006     | vysíláno      |
| 187          | 16        | Knee Jerk               | Nehoda                  | Ken Whittingham     | námět: Amy Gershwin scénář: David Bickel a Chris Downey         | 6. března 2006     | vysíláno      |
| 188          | 17        | Present Tense           | Nevítaný dárek          | Henry Chan          | Michelle Nader a Rock Reuben                                    | 13. března 2006    | vysíláno      |
| 189          | 18        | Sold-Y Locks            | Vlasy na prodej         | Rob Schiller        | Owen Ellickson a Dennis Regan                                   | 20. března 2006    | vysíláno      |
| 190          | 19        | Emotional Rollercoaster | Citový tobogán          | Rob Schiller        | Amy Gershwin                                                    | 10. dubna 2006     | vysíláno      |
| 191          | 20        | Four Play               | Čtyři do páru           | Rob Schiller        | Liz Astrof Aronauer a Michelle Nader                            | 1. května 2006     | vysíláno      |
| 192          | 21        | Hartford Wailer         | Víkend bez Planety opic | Rob Schiller        | námět: David Bickel a Chris Downey scénář: Giuseppe Graziano    | 8. května 2006     | vysíláno      |
| 193          | 22        | Fight Schlub            | Souboj titánů           | Rob Schiller        | Owen Ellickson a Mike Soccio                                    | 15. května 2006    | vysíláno      |
| 194          | 23        | Acting Out              | A ten musí z kola ven   | Rob Schiller        | námět: Liz Astrof Aronauer a Michelle Nader scénář: Rock Reuben | 22. května 2006    | vysíláno      |

### Devátá řada (2006–2007)
| Č. v seriálu | Č. v řadě | Původní název     | Český název          | Režie        | Scénář                                                                         | Premiéra v USA    | Premiéra v ČR |
| ------------ | --------- | ----------------- | -------------------- | ------------ | ------------------------------------------------------------------------------ | ----------------- | ------------- |
| 195          | 1         | Mama Cast         | V roli matky         | Rob Schiller | Mike Soccio a Ilana Wernick                                                    | 6. prosince 2006  | vysíláno      |
| 196          | 2         | Affair Trade      | Milostný vzkaz       | Rob Schiller | Rock Reuben a Dennis Regan                                                     | 6. prosince 2006  | vysíláno      |
| 197          | 3         | Moxie Moron       | To chce kuráž        | Rob Schiller | Liz Astrof Aronauer a Owen Ellickson                                           | 13. prosince 2006 | vysíláno      |
| 198          | 4         | Major Disturbance | Velký poprask        | Rob Schiller | Rock Reuben a Ilana Wernick                                                    | 13. prosince 2006 | vysíláno      |
| 199          | 5         | Ruff Goin'        | Pes, přítel člověka  | Rob Schiller | David Bickel a Chris Downey                                                    | 20. prosince 2006 | vysíláno      |
| 200          | 6         | Brace Yourself    | Rovnátka             | Rob Schiller | David Bickel a Chris Downey                                                    | 3. ledna 2007     | vysíláno      |
| 201          | 7         | Home Cheapo       | Kdo šetří, má za dva | Rob Schiller | Liz Astrof Aronauer a Ilana Wernick                                            | 9. dubna 2007     | vysíláno      |
| 202          | 8         | Offensive Fowl    | Nechutná kuřata      | Rob Schiller | David Bickel a Chris Downey                                                    | 16. dubna 2007    | vysíláno      |
| 203          | 9         | Mild Bunch        | Sraz střední školy   | Rob Schiller | námět: Liz Astrof Aronauer a Owen Ellickson scénář: Dennis Regan a Mike Soccio | 23. dubna 2007    | vysíláno      |
| 204          | 10        | Manhattan Project | Velké stěhování      | Rob Schiller | Rock Reuben                                                                    | 30. dubna 2007    | vysíláno      |
| 205          | 11        | Single Spaced     | Každý svou cestou    | Rob Schiller | námět: Ilana Wernick scénář: David Bickel a Chris Downey                       | 7. května 2007    | vysíláno      |
| 206–207      | 1213      | China Syndrome    | Změna je život       | Rob Schiller | Michael J. Weithorn                                                            | 14. května 2007   | vysíláno      |